# Plannerwarte

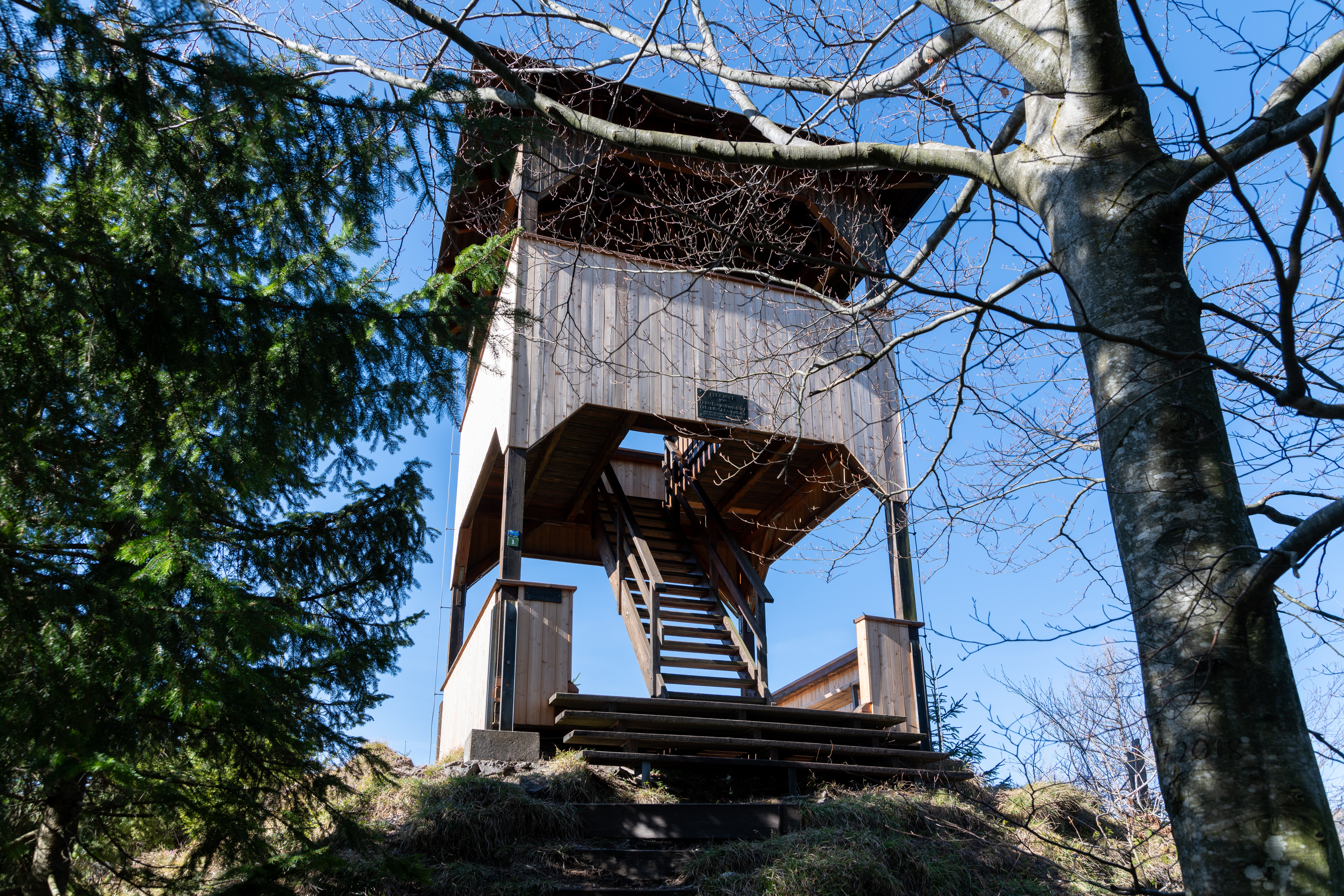
Ansicht der Warte (2024)

Die Plannerwarte ist eine Warte am Weyerberg (794 m) mit Blick auf St. Aegyd am Neuwalde.
Die erste Warte, ein einfacher Stelzenbau, wurde knapp vor 1900 errichtet und nach der Familie Planner benannt. In den Jahren 1927 bis 1930 wurde an dieser Stelle ein größerer Aussichtsturm errichtet, der in den frühen 1960er Jahren gesperrt wurde. Die Warte verfiel anschließend.  
Die heutige Warte wurde 1983 errichtet und sie trägt immer noch den Namen Plannerwarte. 